# Ahmed Ouattara
Ahmed Ouattara (Abiyán, Costa de Marfil, 15 de diciembre de 1969) es un exfutbolista marfileño que se desempeñaba como delantero centro y logró jugar en cuatro países distintos.

## Clubes
| Club           | País            | Año         |
| -------------- | --------------- | ----------- |
| Africa Sports  | Costa de Marfil | 1989 - 1994 |
| FC Sion        | Suiza           | 1994 - 1995 |
| Sporting CP    | Portugal        | 1995 - 1996 |
| FC Sion        | Suiza           | 1996 - 1998 |
| CF Extremadura | España          | 1998 - 1999 |
| Al-Shabbab     | E.A.U.          | 1999 - 2000 |
| SC Salgueiros  | Portugal        | 2000 - 2001 |
| ASEC Mimosas   | Costa de Marfil | 2001 - 2002 |

- Datos: Q2827634